# Могаве (округ, Аризона)
Шаблон:StateAbbr_ 35°40′55″ пн. ш. 113°51′47″ зх. д. / 35.681944444444° пн. ш. 113.86305555556° зх. д.
Округ Могаве (англ. Mohave County) — округ (графство) у штаті Аризона. Ідентифікатор округу 04015.

## Історія
Округ утворений 1864 року.

## Демографія
За даними перепису
2000 року
загальне населення округу становило 155032 осіб, зокрема міського населення було 116801, а сільського — 38231.
Серед мешканців округу чоловіків було 77099, а жінок — 77933. В окрузі було 62809 домогосподарств, 43372 родин, які мешкали в 80062 будинках.
Середній розмір родини становив 2,87.
Віковий розподіл населення поданий у таблиці:
| Стать    | До 15 років | 15-21 | 22-29 | 30-39 | 40-49 | 50-65 | 65-85 | Понад 85 |
| -------- | ----------- | ----- | ----- | ----- | ----- | ----- | ----- | -------- |
| Чоловіки | 15415       | 6168  | 5562  | 9012  | 10272 | 15186 | 14632 | 852      |
| Жінки    | 14522       | 5796  | 5657  | 9087  | 10455 | 16172 | 14842 | 1402     |

## Суміжні округи
- Вашингтон, Юта — північ
- Кейн, Юта — північний схід
- Коконіно — схід
- Явапай — схід
- Ла-Пас — південь
- Сан-Бернардіно, Каліфорнія — південний захід
- Кларк, Невада — захід
- Лінкольн, Невада — північний захід

## Виноски
1. ↑  American FactFinder. Бюро перепису населення США. Архів оригіналу за 26 лютого 2012. Процитовано 31 січня 2008.

| США | Це незавершена стаття з географії США. Ви можете допомогти проєкту, виправивши або дописавши її. |